# الزوة (تعز)
الزوه هي إحدى قرى الجمهورية اليمنية. وهي تتبع جغرافيًا لمحافظة تعز. وإداريًا لمديرية المسراخ. يبلغ تعداد سكانها 2430 نسمة حسب الإحصاء الذي جرى عام 2004.